# Theodor Hartig
Theodor Hartig, född 21 februari 1805 i Dillenburg, död 26 mars 1880 i Braunschweig, var en tysk skogsman och naturforskare; son till Georg Ludwig Hartig och far till Robert Hartig.
Hartig var 1835–1838 extra ordinarie professor i Berlin och 1838–1878 skogsråd (Forstrat) och professor i forstvetenskap i Braunschweig. Bland hans skrifter märks Vollständige Naturgeschichte der forstlichen Kulturpflanzen Deutschlands (1840–1851; ny upplaga 1852), System und Anleitung zum Studium der Forstwirtschaftslehre (1858) och Anatomie und Physiologie der Holzpflanzen (1878).
Auktorsnamnet Hartig kan användas för Theodor Hartig i samband med ett vetenskapligt namn inom botaniken; se Wikipediaartiklar som länkar till auktorsnamnet.